# Pogled ispod obrva
Pogled ispod obrva è l'ottavo studio album di Severina Vučković.
L'album Pogled ispod obrva viene acclamato come il miglior album di Severina. Per quanto riguarda il genere musicale, l'album assomiglia molto all'album precedente; si tratta sempre di musica pop e pop con elementi folk. Già dopo tre mesi dalla data di uscita dell'album Severina riceve il disco d'oro.
Grandissimi successi dell'album sono: Mala je dala, Mili moj, Krivi spoj, Pogled ispod obrva, Voli me ne voli, Ajde ajde zlato moje, Tako je to e Virujen u te.
Sull'album si trova la canzone Ajde ajde zlato moje, presentata nel 2000 al festival Melodije Hrvatskog Jadrana, la canzone viene proclamata come la canzone più ascoltata del festival e la più diffusa dai media.
Con la canzone Virujen u te Severina partecipa per il terzo anno consecutivo al festival Melodije Hrvatskog Jadrana dove vince tutti i premi, sia della critica sia del pubblico. Conquista il Grand Prix e il premio Zlatni galeb ovvero il primo premio secondo il pubblico; la canzone Virujen u te diventa la canzone del festival più ascoltata e diffusa dai media.
Il successo inarrestabile di Severina, ormai da tutti chiamata Seve Nazionale, culmina con il tour Virujen u te che inizia nel 2001 e finisce nel 2002. Severina non solo diventa la più grande star del momento in Croazia ma anche nei paesi dell'Ex Jugoslavia. I concerti più importanti del tour furono quelli a Sarajevo nella sala da concerto Zetra, a Spalato al palasport Gripe e al Palasport di Zagabria.

## Tracce
1. Tako je to - (Ante Pecotić – Ante Pecotić – Ante Pecotić)
2. Mala je dala - (Đorđe Novković – Zlatko Sabolek / Severina Vučković – Mustafa Softić)
3. Noću, danju - (Ante Pecotić – Ante Pecotić – Ante Pecotić)
4. Mili moj - (Severina Vučković – Severina Vučković – Mustafa Softić)
5. Voli me ne voli - (Dino Šaran – Dino Šaran – Nikša Bratoš)
6. Pogled ispod obrva - (Severina Vučković – Severina Vučković – Nikša Bratoš)
7. Krivi spoj - (Đorđe Novković – Zlatko Sabolek – Mustafa Softić)
8. Parfem - (Ante Pecotić – Ante Pecotić – Mustafa Softić)
9. Srce je moje veliko ko kuća - (Severina Vučković – Severina Vučković – Nikša Bratoš)
10. Idi - (Ante Pecotić – Ante Pecotić – Ante Pecotić)
11. More na leđa - (Đorđe Novković – Zlatko Sabolek / Severina Vučković – Nikša Bratoš)
12. Ajde ajde zlato moje - (Đorđe Novković – Severina Vučković – Mustafa Softić)
13. Virujen u te - (Đorđe Novković – Ante Muštra Tulija – Nikša Bratoš)